# توماس گونست
توماس گونست (آلمانی: Thomas Gunst؛ زادهٔ ۲۶ ژوئیه ۱۹۵۹) بازیکن هاکی روی چمن اهل آلمان است.
وی در مسابقات کشوری و بین‌المللی در مجموع برندهٔ ۱ مدال نقره شده‌است.